# Milan Majstorović (calciatore)
Milan Majstorović (in serbo Милан Мајсторовић?; Novi Sad, 21 febbraio 2005) è un calciatore serbo, difensore della Dinamo Mosca.

## Carriera

### Club
Majstorović è cresciuto nel settore giovanile del Vojvodina. Il 17 agosto 2022 ha firmato un contratto con la Dinamo Mosca, valido a partire dal gennaio successivo. Ha debuttato l'11 marzo 2023 nell'incontro di Prem'er-Liga perso 3-1 contro il Krasnodar, ma il 14 maggio ha subito la rottura del legamento crociato anteriore del ginocchio sinistro che ne ha di fatto terminato anticipatamente la stagione.
Rientrato ad inizio 2024, il 27 luglio ha segnato il suo primo gol in carriera contro la Lokomotiv Mosca.

### Nazionale
Ha giocato nelle nazionali giovanili serbe Under-15, Under-17, Under-18 ed Under-19.

## Statistiche

### Presenze e reti nei club
Statistiche aggiornate al 27 luglio 2024.
| Stagione        | Squadra         | Campionato      | Campionato | Campionato | Coppe nazionali | Coppe nazionali | Coppe nazionali | Coppe continentali | Coppe continentali | Coppe continentali | Altre coppe | Altre coppe | Altre coppe | Totale | Totale | Totale |
| Stagione        | Squadra         | Comp            | Pres       | Reti       | Comp            | Pres            | Reti            | Comp               | Pres               | Reti               | Comp        | Pres        | Reti        | Pres   | Reti   |        |
| --------------- | --------------- | --------------- | ---------- | ---------- | --------------- | --------------- | --------------- | ------------------ | ------------------ | ------------------ | ----------- | ----------- | ----------- | ------ | ------ | ------ |
| 2022-2023       | Dinamo Mosca    | PL              | 9          | 0          | CR              | 1               | 0               |                    | -                  | -                  |             | -           | -           | 10     | 0      |        |
| 2023-2024       | Dinamo Mosca    | PL              | 1          | 0          | CR              | 1               | 0               |                    | -                  | -                  |             | -           | -           | 2      | 0      |        |
| 2024-2025       | Dinamo Mosca    | PL              | 2          | 1          | CR              | 0               | 0               |                    | -                  | -                  |             | -           | -           | 2      | 1      |        |
| Totale carriera | Totale carriera | Totale carriera | 12         | 1          |                 | 2               | 0               |                    | -                  | -                  |             | -           | -           | 14     | 1      |        |